# الدرفن (مذيخرة)

تعديل مصدري - تعديل

الدرفن محلة تابعة لقرية العقرمي، التابعة لعزلة الاشعوب بمديرية مذيخرة إحدى مديريات محافظة إب في الجمهورية اليمنية، بلغ تعداد سكانها 298 حسب تعداد اليمن لعام 2004.